# Karasszon István
Karasszon István (Mártély, 1955. május 1. – ) református lelkész, teológiai doktor, író, 1993-tól a Károli Gáspár Református Egyetem Hittudományi Karának tanára.

## Munkássága
1991-ben szerezte meg teológiai doktorátusát az Evangélikus Hittudományi Egyetemen. 1993-tól a Károli Gáspár Református Egyetem Hittudományi Karán tanít. 
Számos művet  és több teológiai közleményt írt magyar és német nyelven, elsősorban az Ószövetség történetével kapcsolatban.
Szerkesztette A Budapesti Református Teológiai Akadémia Bibliai és Judaisztikai Kutatócsoportjának kiadványai (1992–1994) és A Károli Gáspár Református Egyetem Hittudományi Kara Bibliai és Judaisztikai Kutatóintézetének kiadványai (1995) sorozatokat.

## Főbb művei
- Izrael története a kezdetektől a zsidó háborúig; Budapesti Református Teológiai Akadémia, Budapest, 1993
- Az óizraeli vallás. Vázlatok;. Budapesti Református Teológiai Akadémia Bibliai és Judaisztikai Kutcsoport, Budapest, 1994 (A Budapesti Református Teológiai Akadémia Bibliai és Judaisztikai Kutatócsoportjának kiadványai)
- Az Ószövetség fényei. Veterotestamentika; Mundus, Budapest, 2002 (Protestáns művelődés Magyarországon)
- Az Ószövetség varázsa; Új Mandátum, Budapest, 2004 (Kréné)
- Az ószövetségi írásmagyarázat módszertana; 2. bőv. kiad.; PRTA, Pápa, 2005 (Pápai teológiai kézikönyvek)
- Izrael története. A kezdetektől Bar-Kochbáig; ÚMK, Budapest, 2009 (Kréné)
- Az Ószövetség másik fele; Sapientia Főiskola–L'Harmattan, Budapest, 2010 (A Sapientia Szerzetesi Hittudományi Főiskola Bibliatudományi Tanszékének kiadványai)
- Az Ószövetség regénye. Sugárutak és zsákutcák a kutatástörténetben; Sapientia Főiskola–L'Harmattan, Budapest, 2011 (A Sapientia Szerzetesi Hittudományi Főiskola Bibliatudományi Tanszékének kiadványai)
- Akiknek hálásak lehetünk. Miniatűrök a közelmúlt ószövetségi kutatóiról; Tillinger Péter Műhelye–Calvin J. Teológiai Akadémia, Szentendre–Komárom, 2014 (A Selye János Egyetem Református Teológiai Kara tanulmányai)
- A kispróféták könyveinek szerkesztése; Selye János Egyetem Református Teológiai Kar, Komárom, 2015
- Bándy György–Karasszon István–Kis Jolán: Az ószövetségi kor és a bibliai archeológia; Selye János Egyetem Református Teológiai Kar, Komárom, 2015
- Az ószövetségi teológia történetéhez; KRE–L'Harmattan, Budapest, 2020 (Károli könyvek. Tanulmánykötet)
- Az Ószövetség teológiai üzenete; KRE–L'Harmattan, Budapest, 2021 (Károli könyvek. Monográfia)

### Szerkesztések
- Péter II. levelének magyarázata; teol. hallgatók számára összeáll. Karasszon István; s.n., Budapest, 1988
- Lima után. Tanulmányok Dr. Pásztor János tiszteletére 70. születésnapja alkalmából; szerk. Karasszon István; Károli Gáspár Református Egyetem Hittudományi Kara, Budapest, 1995

- Honnan – hová? Kálvin-konferencia. Balatonfüred, 1995. április 4-6.; szerk. Márkus Mihály, Karasszon István; Kálvin János Szövetség Kálvin-kutató Tagozata–Károli Gáspár Református Egyetem, Budapest, 1996
- "Fölbuzog szívem szép beszédre". Tanulmányok dr. Tóth Kálmán tiszteletére 80. születésnapja alkalmából; szerk. Tenke Sándor, Karasszon István; Károli Gáspár Református Egyetem Hittudományi Kara, Budapest, 1997
- Ószövetségi ismeretek. Vallástanár szakos hallgatók számára; összeáll. Karasszon István; Selye János Egyetem, Komárom, 2006
- A szent hely. Tanulmányok Dr. Erdélyi Géza püspök tiszteletére 70. születésnapja alkalmából; szerk. Karasszon István, Molnár János; Selye János Egyetem, Komárom, 2007
- Pákozdy László Márton: Bibliaiskola; szerk. Karasszon István; Kálvin, Budapest, 2007